# 不老伸行
不老 伸行（ふろう のぶゆき、1980年1月1日 - ）は愛媛県松山市出身のサッカー選手、サッカー指導者。現役時代のポジションはゴールキーパー。

## 来歴
高校時代は松山聖陵高校に在学しつつ、愛媛FCユースに所属。1997年の第77回天皇杯1回戦でアローズ北陸を破り、2種チームとしての天皇杯初勝利を経験している。同2回戦では大会ベスト4に進出した東京ガスFC（現FC東京）相手に延長戦にもつれ込む接戦を演じるなど健闘を見せた。1998年に立命館大学へ進学。大学時代は3年連続で関西学生選抜に選ばれた。
ヴィッセル神戸のGKコーチ藤川孝幸の発案により2001年11月 に行われたGKセレクションに88人の参加者の中から合格。2002年シーズンから3年間在籍し、2004年限りで引退した。3年間の在籍期間中、公式戦の出場はかなわなかったものの、2004年の夏のプレシーズンマッチ・対ラツィオ戦に先発出場した。
引退後はベガルタ仙台トップチームのGKコーチに就任した藤川に誘われ、同クラブの育成・普及GKコーチに就任。セレッソ大阪・愛媛FCのアカデミーのGKコーチを経て、2016年、アルビレックス新潟トップチームGKコーチに就任。2018年より新潟のアカデミーＧＫコーチに就任し高校生年代の指導を担当した。2019年8月から前任のジェルソンGKコーチの退任に伴い新潟のトップチームGKコーチに復帰し、2020年1月9日付で退任。
2020年より、サガン鳥栖のGKコーチに就任。
2023年より、FC町田ゼルビアのGKコーチに就任。2024年限りで退任した。
2025年より、FC岐阜のGKコーチに就任。

## 所属クラブ
- 1986年 - 1991年 桑原サッカー少年団
- 1992年 - 1994年 松山市立久米中学校
- 1995年 - 1997年 愛媛FCユース
- 1998年 - 2001年 立命館大学
- 2002年 - 2004年 ヴィッセル神戸

## 個人成績
| 国内大会個人成績 | 国内大会個人成績 | 国内大会個人成績 | 国内大会個人成績 | 国内大会個人成績 | 国内大会個人成績 | 国内大会個人成績 | 国内大会個人成績 | 国内大会個人成績 | 国内大会個人成績 | 国内大会個人成績 | 国内大会個人成績 |
| 年度             | クラブ           | 背番号           | リーグ           | リーグ戦         | リーグ戦         | リーグ杯         | リーグ杯         | オープン杯       | オープン杯       | 期間通算         | 期間通算         |
| 年度             | クラブ           | 背番号           | リーグ           | 出場             | 得点             | 出場             | 得点             | 出場             | 得点             | 出場             | 得点             |
| 日本             | 日本             | 日本             | 日本             | リーグ戦         | リーグ戦         | リーグ杯         | リーグ杯         | 天皇杯           | 天皇杯           | 期間通算         | 期間通算         |
| ---------------- | ---------------- | ---------------- | ---------------- | ---------------- | ---------------- | ---------------- | ---------------- | ---------------- | ---------------- | ---------------- | ---------------- |
| 1999             | 立命大           | 1                | -                | -                | -                | -                | -                | 2                | 0                | 2                | 0                |
| 2002             | 神戸             | 30               | J1               | 0                | 0                | 0                | 0                | 0                | 0                | 0                | 0                |
| 2003             | 神戸             | 29               | J1               | 0                | 0                | 0                | 0                | 0                | 0                | 0                | 0                |
| 2004             | 神戸             | 29               | J1               | 0                | 0                | 0                | 0                | 0                | 0                | 0                | 0                |
| 通算             | 日本             | 日本             | J1               | 0                | 0                | 0                | 0                | 0                | 0                | 0                | 0                |
| 通算             | 日本             | 日本             | 他               | -                | -                | -                | -                | 2                | 0                | 2                | 0                |
| 総通算           | 総通算           | 総通算           | 総通算           | 0                | 0                | 0                | 0                | 2                | 0                | 2                | 0                |

## 代表歴
- U-16日本代表候補（1995年）
- U-17日本代表候補（1996年）

## 指導資格
- 日本サッカー協会公認B級指導者ライセンス
- 日本サッカー協会公認ゴールキーパーB級指導者ライセンス

## 指導歴
- 2005年 - 2008年 ベガルタ仙台ジュニアユース GKコーチ
- 2009年 - 2013年 セレッソ大阪ジュニアユース GKコーチ
- 2014年 - 2015年 愛媛FC
  - 2014年 ジュニアユース GKコーチ
  - 2015年 U-18 GKコーチ
- 2016年 - 2019年 アルビレックス新潟
  - 2016年 - 2017年 トップチーム GKコーチ
  - 2018年 - 2019年8月 U-18 GKコーチ
  - 2019年8月 - 同年12月 トップチーム GKコーチ
- 2020年 - 2022年 サガン鳥栖
  - 2020年 - 2021年 トップチーム GKコーチ
  - 2022年 U-18 GKコーチ
- 2023年 - 2024年 FC町田ゼルビア GKコーチ
- 2025年 - FC岐阜 GKコーチ